# Битва при Камбре (1917)
Битва при Камбре́ (20 ноября — 7 декабря 1917 года) — крупномасштабное наступление британских войск против германской армии во время Первой мировой войны на Западном фронте у французского города Камбре. Несмотря на первоначальный успех, британцам не удалось выполнить поставленную задачу и прорвать германский фронт. Операция у Камбре вошла в историю как первое сражение в истории войн, в котором в массовом количестве применялись танки.

## Предыстория

### Общее положение на фронте в 1917 году
План кампании на 1917 год страны Антанты приняли в конце 1916 года на конференции в Шантильи. Этот план предполагал одновременное наступление союзных армий на трёх главных театрах боевых действий (Западном, Восточном и Итальянском) и окончательный разгром войск Центральных держав. В начале 1917 года на союзной конференции в Риме премьер-министр Великобритании Ллойд Джордж предложил передать англо-французскую артиллерию на Итальянский фронт, чтобы добиться максимального эффекта от наступления в районе Изонцо. Однако эта инициатива не была принята из-за противодействия французской делегации.
Новый главнокомандующий французской армии генерал Робер Нивель настаивал на решительном наступлении на Западном фронте. По его плану решительные удары англо-французских войск должны были привести к прорыву германского фронта и разгрому противника. Основная нагрузка в предстоящем наступлении ложилась на французские войска, поэтому британское командование приняло решение провести отдельную наступательную операцию в районе Ипра.
Наступление Нивеля провалилось, прорвать фронт не удалось, союзники понесли тяжёлые потери, а сам Нивель за провал операции был смещён с поста главнокомандующего французской армии. К январю 1917 года генерал Хейг принял решение о проведении наступательной операции во Фландрии. Однако и британское наступление у Пашендейля окончилось провалом. После этого британское командование приняло решение провести ещё одну операцию в конце 1917 года.

## Перед операцией

### План и подготовка операции

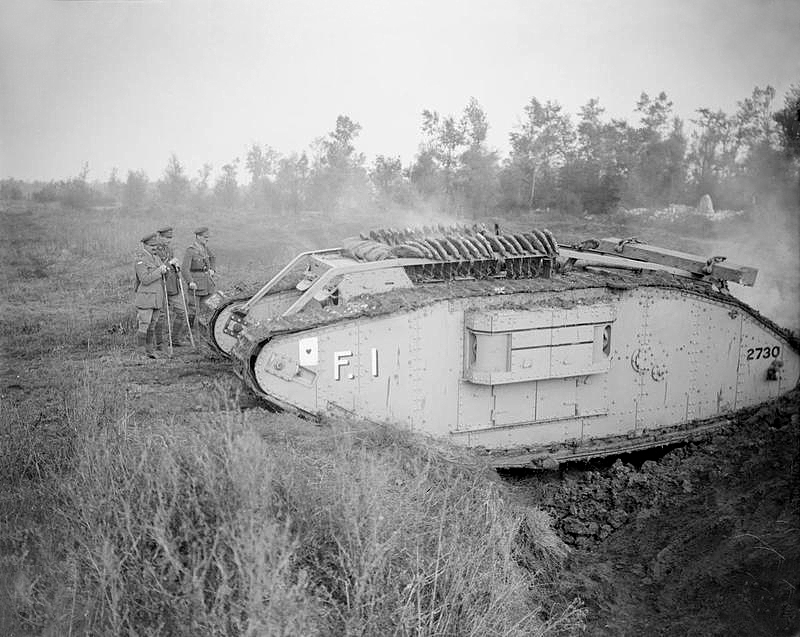
Преодоление траншеи британским танком F1 в Вейи (север Франции) во время специальной тренировки по отработке тактики преодоления танками глубоких и широких вражеских траншей и противотанковых рвов накануне сражения при Камбре.
21 октября 1917 года

После неудачи во Фландрии британское командование приняло решение провести наступательную операцию с использованием большого числа танков. Было предусмотрено впервые использовать танки в больших количествах для прорыва позиционной обороны. Для этих целей был создан танковый корпус в британской армии. Однако опыт Пашендейля показал, что танки не оправдали возложенных на них надежд, многие считали их бесполезными. Британский офицер после битвы при Пашендейле отмечал:
Пехота думает, что танки себя не оправдали. Даже команды танков обескуражены
Несмотря на это, британцы окончательно приняли решение провести крупномасштабную наступательную операцию с использованием танковых подразделений.
Особое внимание британское командование уделяло взаимодействию танков и пехоты. Перед началом операции британские пехотинцы тренировались совместно с танками, отрабатывая приёмы штурма неприятельских позиций. Танки преодолевали рвы в 3 метра в ширину и вертикальные препятствия в 1,2 метра, легко преодолевали проволочные заграждения. Это произвело сильное впечатление на пехотинцев, которые были потрясены такими способностями боевых машин.

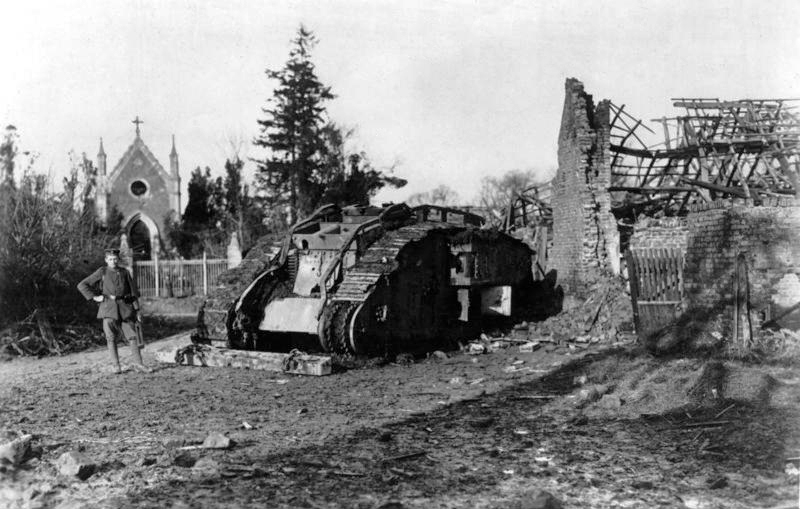
Уничтоженный германскими войсками в битве при Камбре английский танк Mark I.
Ноябрь 1917 г.

За время совместных учений пехота подготовилась к совместным действиям с танками. Танкисты также применяли танковую фашину (75 связок хвороста, скрепленных цепями), с помощью которой танк мог преодолевать широкие окопы и рвы. К началу наступления было изготовлено 400 танковых фашин.
По плану английского командования предстоящее наступление предполагалось начать без артиллерийской подготовки. Впервые в истории танки должны были сами прорвать оборону противника. Затем в бой планировалось ввести 3 кавалерийские дивизии, которые должны были захватить Камбре, окрестности и переправы через реку Сансе. После этого предусматривалось выйти в тыл германских войск у Валансьена.
Важное значение имел рельеф местности. Участок прорыва был выбран неслучайно: именно к юго-западу от Камбре на участке фронта в 12 километров была равнинная местность, благоприятная для танковой атаки.

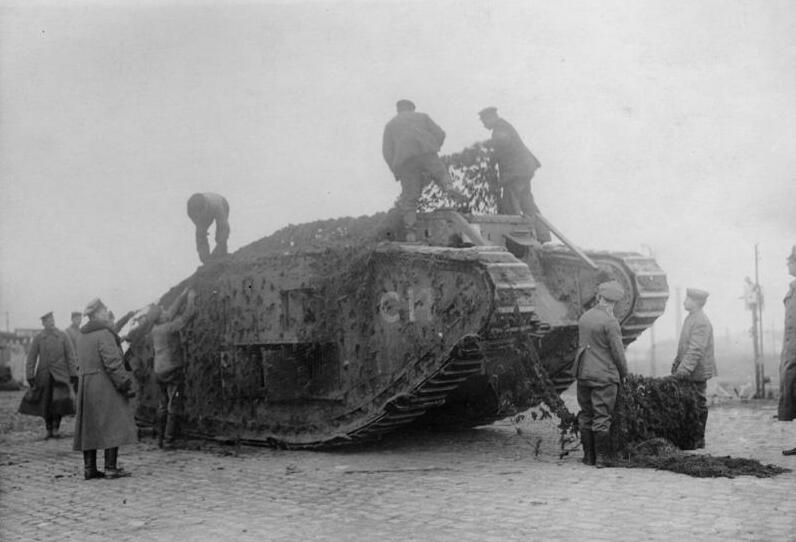
Захваченный германскими войсками в качестве трофея английский танк, который накрывают маскировочной сетью от обнаружения с воздуха.
Район Камбре, декабрь 1917 г.

Огромное значение при подготовке к операции имела маскировка и секретность, поскольку по плану британского командования наступление у Камбре должно было застать германское командование врасплох. Танки подвозились на фронт в вечернее время, далее двигались своим ходом до линии фронта. Помимо этого англичане постоянно вели огонь из пулемётов и миномётов, чтобы заглушить рёв танковых двигателей. Все эти меры маскировки в итоге принесли свои плоды. Германское командование ничего не подозревало о готовящемся наступлении, даже несмотря на то, что незадолго до начала операции двое пленных солдат британской армии на допросе указали точную дату начала наступления у Камбре — 20 ноября.

### Силы сторон
Для проведения наступления у Камбре британское командование привлекало 3-ю армию генерала Бинга. Армия имела в своём составе 8 пехотных дивизий, 4 танковых бригады (всего 476 танков), 3 кавалерийские дивизии. Общая численность составляла 92 000 человек. На вооружении подразделений армии также состояло 1536 пулемётов, 1009 орудий, а также 1000 самолётов на участке предполагаемого прорыва. В предстоящем наступлении предполагалось использовать танк Mark I, основную роль также должны были сыграть танки Mark IV. По настоянию Бинга в полосе наступления была отменена артиллерийская подготовка, поскольку именно на танки Бинг возлагал большие надежды в прорыве позиционного фронта.
На участке предполагаемого прорыва оборону занимали подразделения 2-й германской армии под командованием генерала Марвица. Здесь немцы имели 4 дивизии (36 000 человек), 224 орудия, 272 миномёта, 900 пулемётов. Позиции германцев были сильно укреплены, а также были глубоко развиты вглубь.

#### Союзники
Во главе 3-й британской армии стоял генерал Джулиан Бинг.
- 3-я британская армия:

| Армия                 | Войска |
| --------------------- | --- |
| 3-й британский корпус | 6-я пехотная дивизия, 12-я пехотная дивизия, 20-я пехотная дивизия, 29-я пехотная дивизия.                         |
| 4-й британский корпус | 36-я пехотная дивизия, 40-я пехотная дивизия, 51-я пехотная дивизия, 56-я пехотная дивизия, 62-я пехотная дивизия. |
| 6-й британский корпус | 55-я пехотная дивизия.                                                                                             |
| Кавалерийский корпус  | 1-я кавалерийская дивизия, 2-я кавалерийская дивизия, 5-я кавалерийская дивизия.                                   |
| Танковый корпус       | 1-я танковая бригада, 2-я танковая бригада, 3-я танковая бригада (всего 476 танков).                               |
| Вооружение            | 1536 пулемётов, 1009 орудий, 1000 самолётов.                                                                       |

#### Германия
2-й германской армией командовал генерал Георг фон дер Марвиц.
- 2-я германская армия:

| Армия                  | Войска |
| ---------------------- | --- |
| 13-й германский корпус | 9-я резервная дивизия, 20-я ландверная дивизия, 54-я пехотная дивизия, (находились непосредственно в районе предполагаемого прорыва), 183-я пехотная дивизия. Помимо этого в район Камбре перебрасывалась с Восточного фронта 107-я пехотная дивизия. |
| 14-й германский корпус | 20-я пехотная дивизия (находилась непосредственно в районе предполагаемого прорыва), 111-я пехотная дивизия, 240-я пехотная дивизия. |
| Вооружение             | 224 орудия, 272 миномёта, 900 пулемётов. |

## Начало операции

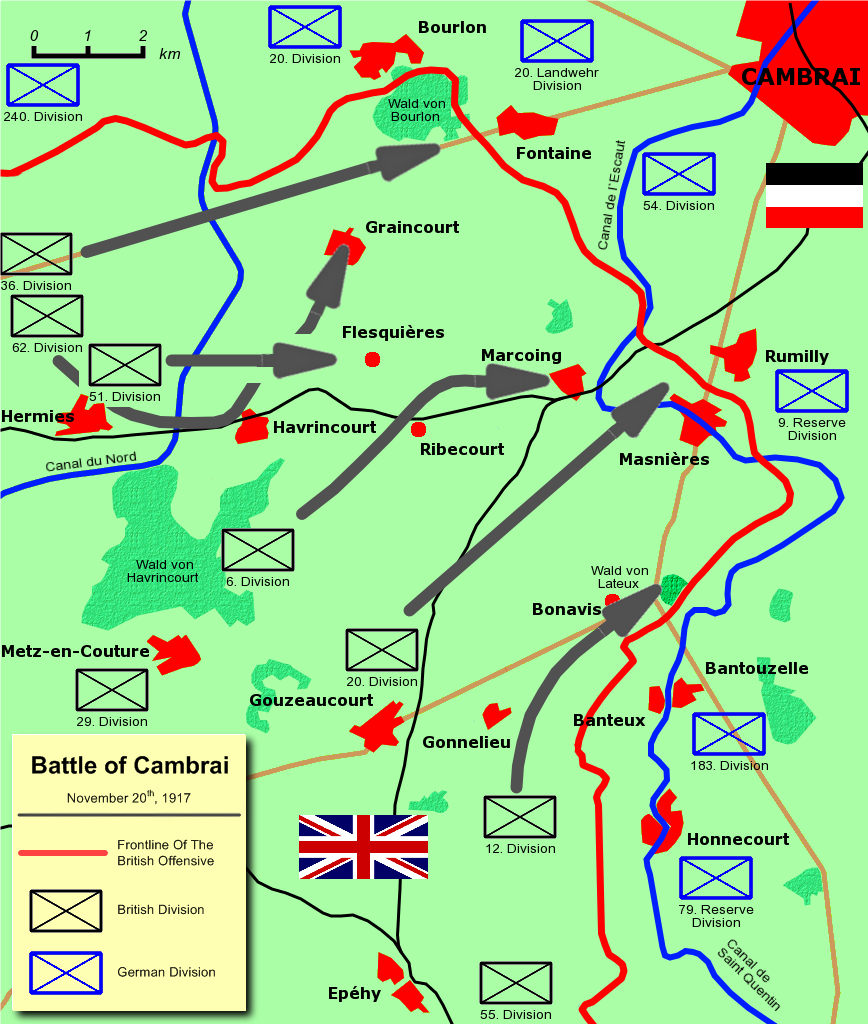
Битва при Камбре. Начальный этап британского наступления 20 ноября 1917 г.

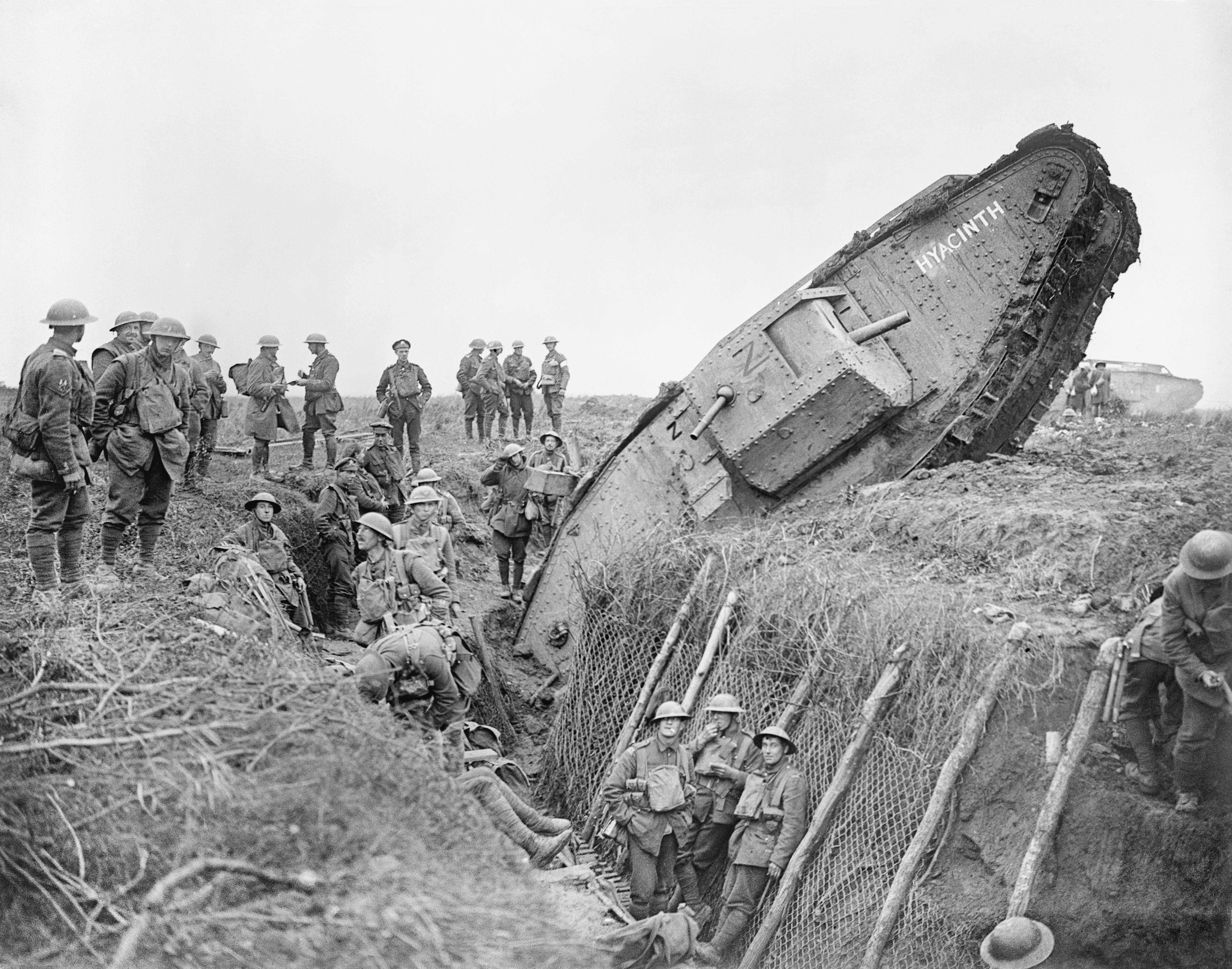
Свалившийся 20 ноября 1917 г., первый день битвы при Камбре, в германскую траншею новый английский танк Mk IV «Hyacinth» (Гиацинт) британского батальона «H».

Ранним утром 20 ноября британские войска заняли свои исходные позиции, на участке фронта в 10 километров выстроились танки, готовые к атаке. В 6 часов утра танки начали атаку германской линии Гинденбурга. Английская артиллерия открыла огонь по позициям германской армии, создав огневой вал. Также англичане использовали авиацию, однако из-за тумана самолёты не играли значительной роли в наступлении. Но и немецкие самолёты также не смогли нанести существенный вред противнику, затерявшись в тумане.
Вскоре британские танки обрушились на германские окопы, достигнув первой линии окопов германской обороны. Танки вели бой следующим образом: один танк подходил к окопу немцев и открывал огонь, второй танк сбрасывал фашину, по которой третий танк переходил германский окоп. Затем третий танк сбрасывал фашину во второй окоп, по которой проходил первый танк. Пехота, наступавшая за танками, также разделялась на три группы.
Первая группа являлась чистильщиками окопов, вторая группа блокировала окопы, третья являлась группой поддержки. Внезапная мощная атака большого числа танков (около 400 машин) вызвала панику в рядах германских войск. В первые часы боя германцы потеряли большое число позиций и опорных пунктов. К 11 часам 20 ноября наступавшие войска добились крупных успехов, захватив первую и вторую линии германских окопов и продвинувшись на 6-8 километров.
К 13 часам первого дня операции разрыв германского фронта достиг 12 километров. Однако Бинг явно запоздал с вводом в прорыв канадской кавалерии. Кавалерия выступила только в 14 часов 30 минут. Время было потеряно, кавалеристы, переправившись через реку, действовали нерешительно. У Камбре части 3-го кавалерийского корпуса были остановлены германскими пехотными подразделениями. Мощный огонь пулемётов и артиллерии позволили германцам остановить кавалерийский прорыв и позднее ликвидировать брешь в линии фронта.
За первый день боёв англичане захватили в плен 8000 немецких солдат, 160 офицеров, 100 орудий и значительное число пулемётов, при этом понеся небольшие потери.

## Дальнейшие боевые действия

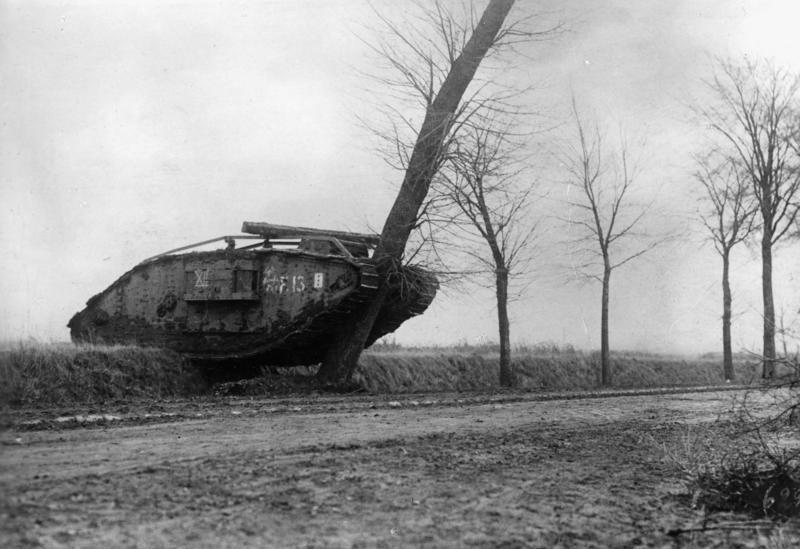
Битва при Камбре. Танковая атака англичан. Ноябрь 1917 г.

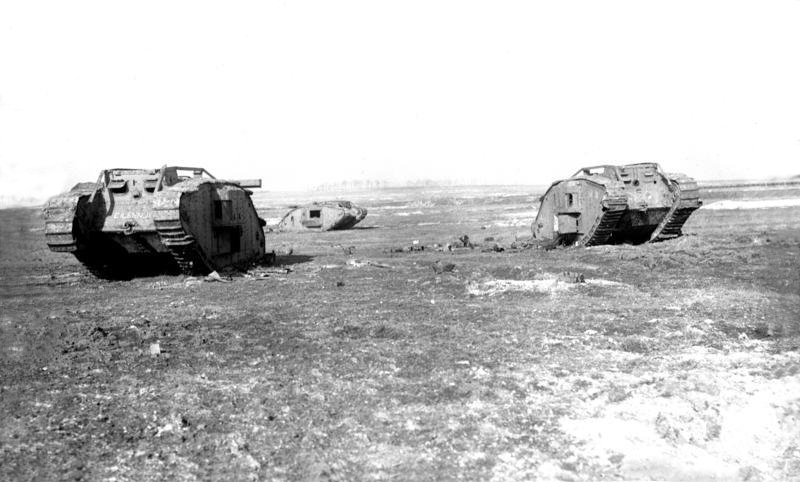
Подбитые британские танки Mark I в сражении при Камбре.
Ноябрь—декабрь 1917 г.

Германские дивизии были разбиты и понесли тяжёлые потери. Линия Гинденбурга была прорвана на большую глубину. На участке прорыва фактически не было германских войск. Против британцев действовали лишь отдельные батальоны и немногочисленные отряды, переброшенные на автомобилях. Однако в это время британское командование прекратило наступление, занимаясь перегруппировкой войск, и лишь к середине дня 21 ноября возобновило наступательные действия. Но к этому времени германское командование подтянуло к Камбре резервы и смогло восстановить линию фронта.
Немцы быстро нашли способ борьбы с танками, устанавливая на грузовиках полевые орудия. Эти импровизированные самоходные артиллерийские установки были способны встречать английские танки на направлениях их движения Помимо этого германские лётчики сбрасывали на танки фосфорные бомбы для облегчения обнаружения танков артиллеристами.
Потеряв темп и не сумев использовать прорыв фронта, британские войска фактически остановились. Помимо этого, британцы начали нести существенные потери танков. Вследствие этого пехота оторвалась от танков и уже не могла рассчитывать на поддержку со стороны танковых подразделений.
В это время английское наступление фактически выдохлось. Разрозненные атаки британцев уже не приносили значительных результатов. Проявилось отсутствие должного взаимодействия между пехотными подразделениями и танками. До 29 ноября велись позиционные боевые действия, к 30 ноября германцам удалось полностью остановить продвижение британских войск.

## Германское контрнаступление

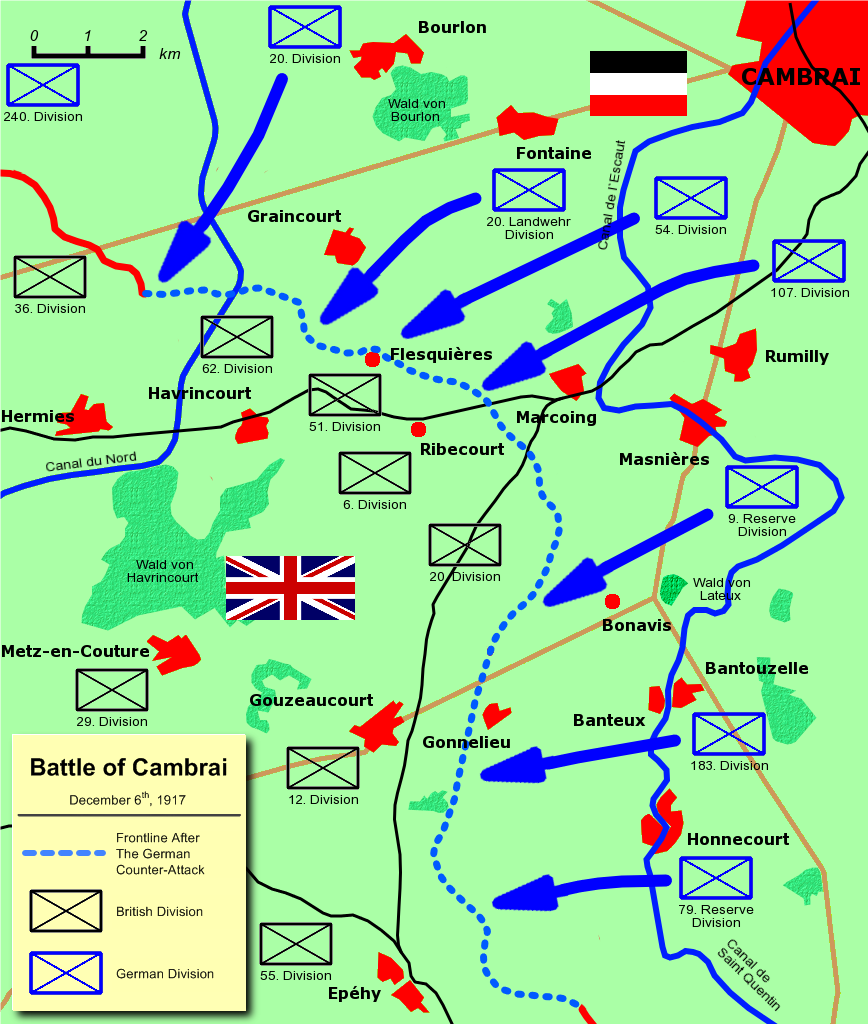
Битва при Камбре. Германское контрнаступление 6 декабря 1917 г.

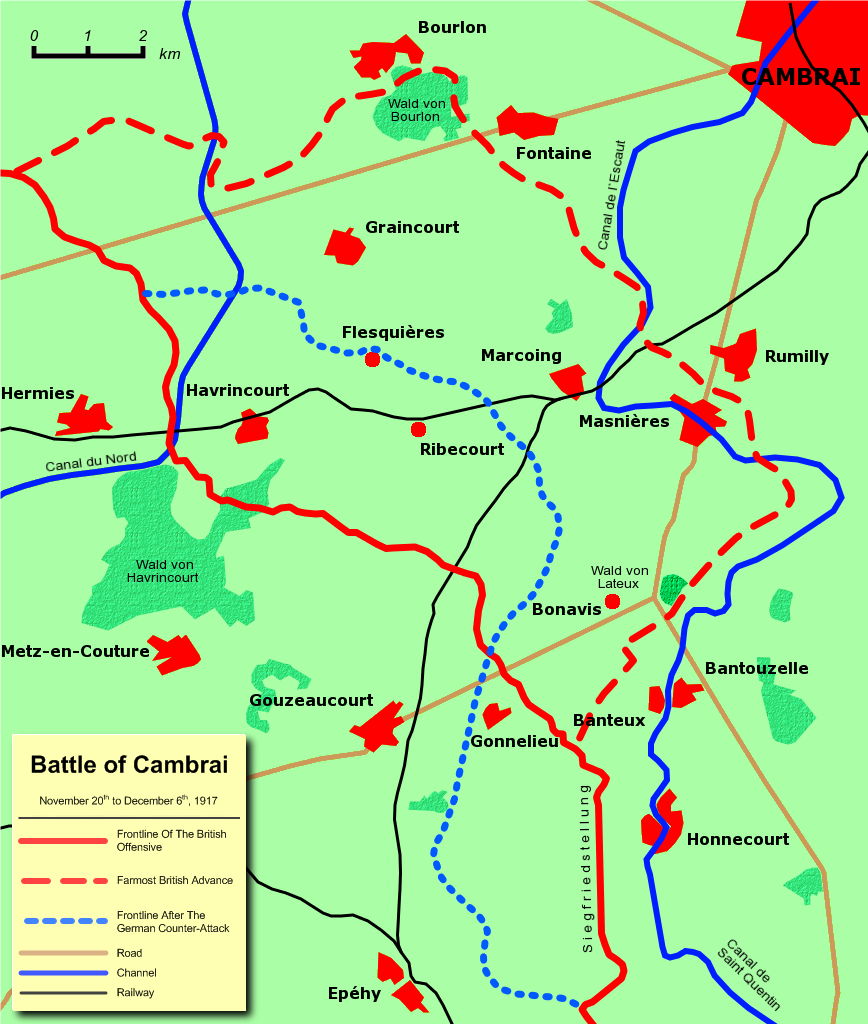
Положение воюющих сторон до и после сражения при Камбре

После того как британское наступление фактически завершилось, германское командование подтянуло на этот участок фронта значительные резервные силы. Таким образом германская армия имела в районе Камбре 16 дивизий (всего около 160 000 человек), 3600 пулемётов, 1700 орудий, 1088 миномётов, свыше 1000 самолётов. Сосредоточив крупные силы, германское командование запланировало контрудар по британским войскам. Генерал Марвиц рассчитывал окружить и уничтожить все британские части, вклинившиеся в немецкую оборону. Против правого фланга англичан немцы нацелили 7 дивизий, против левого — 4 пехотные дивизии с целью мощного удара и окружения британских войск.
У Камбре впервые на Западном фронте германскими войсками была проведена уточнённая артиллерийская подготовка, которая принесла атакующим значительные результаты.
После артиллерийской подготовки, которая велась преимущественно тяжёлыми орудиями, немецкие войска перешли в наступление против вклинившихся в германскую оборону английских войск. В ходе ожесточённых боев, в которых немцы активно применяли артиллерию и авиацию, германским войскам удалось оттеснить британцев.
Используя оставшиеся 73 танка, британские войска отразили германское контрнаступление, однако были вынуждены отступить, оставив Маркуэн, Кантен и Бурлонский лес. Окружить английские войска германцам не удалось. В результате контрнаступления германской армии британцы понесли тяжёлые потери, потеряв 9000 пленными, 716 пулемётов, 148 орудий и 100 танков.

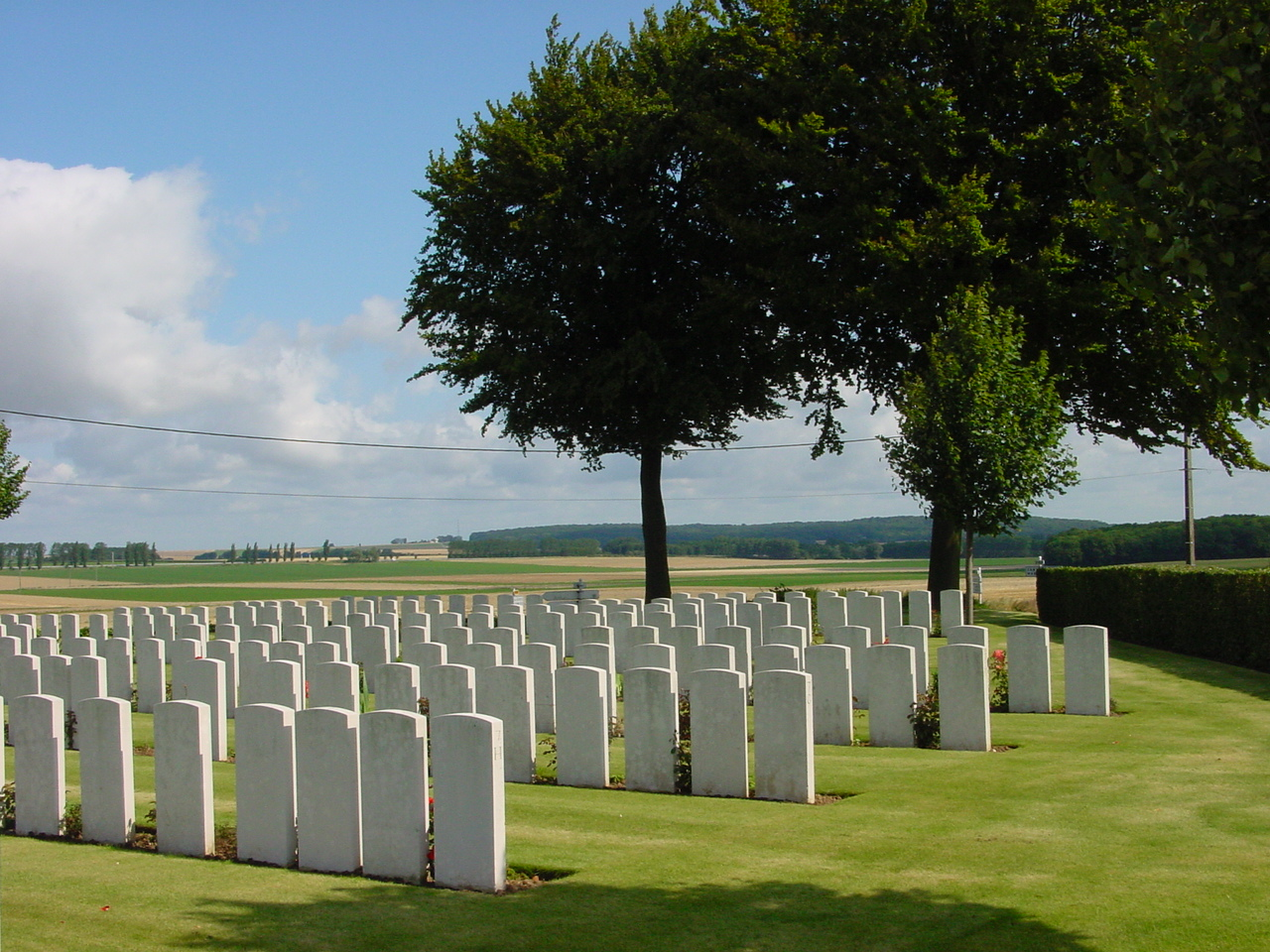
Кладбище британских солдат, погибших в битве при Камбре

## Последствия
7 декабря битва при Камбре завершается. Не достигнув поставленной цели, британские войска фактически были вынуждены возвратиться на исходные позиции. Стороны понесли примерно одинаковые потери: британцы потеряли пленными около 9000 человек, германская армия около 11 000 солдат и офицеров.
Битва при Камбре не оказала значительного влияния на ход войны, однако существенным стало её значение для искусства ведения войны. Битва показала, что важнейшую роль в успехе операции играло взаимодействие различных родов войск. Получила дальнейшее развитие тактика общевойскового боя, основанного на взаимодействии пехоты, артиллерии, танков и авиации. У Камбре зарождалась противотанковая оборона. Не менее 30-40% танков вышло из строя от артиллерийского огня и действий пехоты.
|  |